# Гершунский, Борис Семёнович
Борис Семёнович Гершунский (19 января 1935 года, Киев, УССР, СССР — 10 декабря 2003 года, Москва, Россия) — советский и российский учёный-педагог, один из учредителей и академик Российской академии образования (1992).

## Биография
Родился 19 января 1935 года в Киеве.
В 1957 году — окончил Киевский политехнический институт, затем преподавал в Киевском техникуме радиоэлектроники.
В 1982 году — защитил докторскую диссертацию, в 1989 году — присвоено учёное звание профессора.
С 1982 по 1984 годы — научный сотрудник НИИ педагогики УССР.
С 1984 года — работал в НИИ общей педагогики АПН СССР (сейчас Институт стратегии развития образования РАО), с 1992 по 1994 годы — директор института.
Борис Семёнович Гершунский умер 10 декабря 2003 года в Москве.

## Научная деятельность
С 70-х годов разрабатывал проблемы теории и методологии прогностики как направления педагогических исследований, обосновал основные направления и этапы разработки педагогических прогнозов, их методы и приёмы. В сфере интересов Гершунского вопросы теории и практики непрерывного образования, философии образования.
Автор программ и учебных пособий по электронике для системы общего среднего образования. Участник разработки программ развития образования в России.

### Публикации
- Гершунский, Б. С. Прогностические методы в педагогике. (1974)
- Гершунский, Б. С. Дидактическая прогностика. (1979)
- Гершунский, Б. С. Педагогическая прогностика методология, теория, практика. (1986)
- Гершунский, Б. С. Перспективы развития системы непрерывного образования. (1990 в соавт.)
- Гершунский, Б. С. Россия, образование и будущее. (1993)
- Гершунский, Б. С. Философско-мето-дол основания стратегии развития образования в России. (1993)